# Liste der Baudenkmale in Potsdam/W
Dieser Teil der Liste beinhaltet die Denkmale in Potsdam, die sich in Straßen befinden, die mit W beginnen. Der Stand der Liste ist der 31. Dezember 2020.

## Legende
In den Spalten befinden sich folgende Informationen:
- ID-Nr.: Die Nummer wird vom Brandenburgischen Landesamt für Denkmalpflege vergeben. Ein Link hinter der Nummer führt zum Eintrag über das Denkmal in der Denkmaldatenbank. In dieser Spalte kann sich zusätzlich das Wort Wikidata befinden, der entsprechende Link führt zu Angaben zu diesem Denkmal bei Wikidata.
- Lage: die Adresse des Denkmales und die geographischen Koordinaten. Link zu einem Kartenansichtstool, um Koordinaten zu setzen. In der Kartenansicht sind Denkmale ohne Koordinaten mit einem roten beziehungsweise orangen Marker dargestellt und können in der Karte gesetzt werden. Denkmale ohne Bild sind mit einem blauen bzw. roten Marker gekennzeichnet, Denkmale mit Bild mit einem grünen beziehungsweise orangen Marker.
- Bezeichnung: Bezeichnung in den offiziellen Listen des Brandenburgischen Landesamtes für Denkmalpflege. Ein Link hinter der Bezeichnung führt zum Wikipedia-Artikel über das Denkmal.
- Beschreibung: die Beschreibung des Denkmales
- Bild: ein Bild des Denkmales und gegebenenfalls einen Link zu weiteren Fotos des Baudenkmals im Medienarchiv Wikimedia Commons

## Baudenkmale
| ID-Nr.            | Lage                                                                     | Bezeichnung | Beschreibung | Bild |
| ----------------- | ------------------------------------------------------------------------ | --- | --- | --- |
| 09156194          | Klein Glienicke Waldmüllerstraße 3 (Lage)                                | Schweizerhaus | Baujahr: 1874 Baumeister: Ludwig Heck, Zimmermeister | [[Vorlage:Bilderwunsch/code!/C:52.409885,13.099538!/D:Klein Glienicke Waldmüllerstraße 3, Schweizerhaus!/\|BW]]                  |
| 09156594 Wikidata | Klein Glienicke Waldmüllerstraße 13 (Lage)                               | Försterhaus | bisher als Forsthaus der Oberförsterei an der ehemaligen Enver-Pascha-Brücke genutzter neogotischer Bau (englische Tudorgotik) in Anlehnung an die Torwächterhäuser zum Park Babelsberg, einschließlich Gartenanlage und Nebengebäude Bauzeit: um 1850 Architekt: Christian Heinrich Ziller Bauherr: Prinz Carl von Preußen | weitere Bilder |
| 09156688          | Babelsberg Süd Wattstraße 9, Siemensstraße 5 (Lage)                      | Mietwohnhaus | | Mietwohnhaus |
| 09156022          | Babelsberg Nord Weberplatz (Lage)                                        | Friedrichskirche in der alten „Kolonie Nowawes“ | Im Auftrag Friedrichs II. für böhmische Glaubensflüchtlinge und deutsche Einwanderer lutherischen Glaubens in der Mitte der Weberkolonie Nowawes erbautes Backsteingebäude. Die nach dem König benannte Friedrichskirche führte Jan Bouman 1752/53 aus. | weitere Bilder |
| 09156010          | Babelsberg Nord Weberplatz 3 (Lage)                                      | Kolonistenhaus in der alten „Kolonie Nowawes“ | | Kolonistenhaus in der alten „Kolonie Nowawes“                                                                                    |
| 09156011          | Babelsberg Nord Weberplatz 5 (Lage)                                      | Kolonistenhaus in der alten „Kolonie Nowawes“ | | Kolonistenhaus in der alten „Kolonie Nowawes“                                                                                    |
| 09156012          | Babelsberg Nord Weberplatz 7, 8 (Lage)                                   | Kolonistenhaus in der alten „Kolonie Nowawes“ | | Kolonistenhaus in der alten „Kolonie Nowawes“                                                                                    |
| 09156013          | Babelsberg Nord Weberplatz 9 (Lage)                                      | Kolonistenhaus in der alten „Kolonie Nowawes“ | | Kolonistenhaus in der alten „Kolonie Nowawes“                                                                                    |
| 09156014          | Babelsberg Nord Weberplatz 13 (Lage)                                     | Gemeindeschule in der alten „Kolonie Nowawes“ | | Gemeindeschule in der alten „Kolonie Nowawes“                                                                                    |
| 09156015          | Babelsberg Nord Weberplatz 16 (Lage)                                     | Kolonistenhaus in der alten „Kolonie Nowawes“ | | Kolonistenhaus in der alten „Kolonie Nowawes“                                                                                    |
| 09156016          | Babelsberg Nord Weberplatz 17 (Lage)                                     | Kolonistenhaus in der alten „Kolonie Nowawes“ | | Kolonistenhaus in der alten „Kolonie Nowawes“                                                                                    |
| 09156017          | Babelsberg Nord Weberplatz 18 (Lage)                                     | Kolonistenhaus in der alten „Kolonie Nowawes“ | | Kolonistenhaus in der alten „Kolonie Nowawes“                                                                                    |
| 09156018          | Babelsberg Nord Weberplatz 23 (Lage)                                     | Kolonistenhaus in der alten „Kolonie Nowawes“ | | Kolonistenhaus in der alten „Kolonie Nowawes“                                                                                    |
| 09156020          | Babelsberg Nord Weberplatz 26 (Lage)                                     | Kolonistenhaus in der alten „Kolonie Nowawes“ | | Kolonistenhaus in der alten „Kolonie Nowawes“                                                                                    |
| 09156021          | Babelsberg Nord Weberplatz 29 (Lage)                                     | Kolonistenhaus in der alten „Kolonie Nowawes“ | | Kolonistenhaus in der alten „Kolonie Nowawes“                                                                                    |
| 09155791          | Jägervorstadt Weinbergstraße 9 (Lage)                                    | Wohnhaus des Chinesen Ahok | Bauherr: Carl Ahoc (Ahok), chinesischer Kammerlakai Baujahr: 1844/45 Architekt: Ludwig Persius 1872 Aufstockung des Anbaus durch Maurermeister Culmann | Wohnhaus des Chinesen Ahok |
| 09155792          | Jägervorstadt Weinbergstraße 12 (Lage)                                   | Villa | Bauherrin: Viedebantt, auch Viedebandt, Witwe (Mutter des Predigers Hermann Viedebantt) Baujahr: 1848/49 Architekt: Ludwig Ferdinand Hesse 1854/55 Anbau eines Betsaals nach Entwurf von Hesse. 1872 Anbau eines dreigeschossigen, turmartigen Erkers durch Ernst Petzholtz | Villa |
| 09156253          | Jägervorstadt Weinbergstraße 13 (Lage)                                   | Villa | | Villa |
| 09156195          | Jägervorstadt Weinbergstraße 16 (Lage)                                   | Villa, „Kochsches Haus“ (Fassade und Gewölbekonstruktion) | | Villa, „Kochsches Haus“ (Fassade und Gewölbekonstruktion)                                                                        |
| 09155793          | Jägervorstadt Weinbergstraße 20 (Lage)                                   | Villa von Arnim | Bauherr: Ferdinand von Arnim, Architekt Baujahr: 1859/60 Architekt: Ferdinand von Arnim | Villa von Arnim |
| 09156252          | Jägervorstadt Weinbergstraße 21 (Lage)                                   | Villa | | Villa |
| 09156999          | Jägervorstadt Weinbergstraße 30 (Lage)                                   | Mietwohnhaus mit Gartenloggia | | Mietwohnhaus mit Gartenloggia |
| 09155794          | Jägervorstadt Weinbergstraße 41-43 (Lage)                                | Villenartiges Wohnhausensemble | Baujahr: 1858–1885 Der Bildhauer und Tonwarenfabrikant Friedrich Wilhelm Koch und dessen Bruder, der Stuckateur Friedrich Koch, ließen sich auf den Grundstücken der heutigen Jägerallee 28 und 29 sowie dem daran angrenzenden Grundstück Weinbergstraße 41–43 nieder und eröffneten eine Stuckfabrik. | [[Vorlage:Bilderwunsch/code!/C:52.404585,13.052273!/D:Jägervorstadt Weinbergstraße 41-43, Villenartiges Wohnhausensemble!/\|BW]] |
| 09156823          | Potsdam West Werderscher Weg (Lage)                                      | Eisenbahnbrücke | | [[Vorlage:Bilderwunsch/code!/C:52.392605,13.019811!/D:Potsdam West Werderscher Weg, Eisenbahnbrücke!/\|BW]]                      |
| 09156595          | Potsdam West Werderscher Weg 1 (Lage)                                    | Wohnhaus | | [[Vorlage:Bilderwunsch/code!/C:52.393361,13.020923!/D:Potsdam West Werderscher Weg 1, Wohnhaus!/\|BW]]                           |
| 09155141          | Nördliche Innenstadt Werner-Seelenbinder-Straße 3 (Lage)                 | Bürgerliches Wohnhaus | Baujahr: 1785 Baumeister: Johann Rudolf Heinrich Richter | Bürgerliches Wohnhaus |
| 09156791          | Babelsberg Süd Wetzlarer Straße 1 (Lage)                                 | Bahnhof Potsdam Medienstadt Babelsberg (Bahnhof Drewitz) mit Bahnarbeiterwohnhaus und Wirtschaftsgebäude (Bahnhofstraße 127)                                                                              | Der Bahnhof wurde am 15. Mai 1879 unter dem Namen Drewitz eröffnet. Er war von 1949 bis 1990 im Güterverkehr Grenzübergangsstelle der DDR nach West-Berlin, dazu wurde Sicherheitseinrichtungen wie besondere Schutzweichen gebaut. | weitere Bilder |
| 09156172          | Babelsberg Süd Wetzlarer Straße 60, 90, Ahornstraße 28, 30, 32 (Lage)    | Reste der Lokomotivfabrik Drewitz der Firma Orenstein & Koppel: Bürogebäude (Haus 55), Portiergebäude (Haus 3), „Lokzirkus“ (Hallen 47-54), Halle mit Querhaus (Halle 60), mehrschiffige Halle (Halle 63) | | weitere Bilder |
| 09156023          | Babelsberg Nord Wichgrafstraße 2 (Lage)                                  | Weberschule in der alten „Kolonie Nowawes“ | | Weberschule in der alten „Kolonie Nowawes“                                                                                       |
| 09156024          | Babelsberg Nord Wichgrafstraße 3, 3a, 5 (Lage)                           | Kolonistenhaus in der alten „Kolonie Nowawes“ | | Kolonistenhaus in der alten „Kolonie Nowawes“                                                                                    |
| 09156025          | Babelsberg Nord Wichgrafstraße 10 (Lage)                                 | Kolonistenhaus in der alten „Kolonie Nowawes“ | | Kolonistenhaus in der alten „Kolonie Nowawes“                                                                                    |
| 09156254          | Babelsberg Nord Wichgrafstraße 13 (Lage)                                 | Kolonistenhaus in der alten „Kolonie Nowawes“ | | Kolonistenhaus in der alten „Kolonie Nowawes“                                                                                    |
| 09156026          | Babelsberg Nord Wichgrafstraße 14 (Lage)                                 | Kolonistenhaus in der alten „Kolonie Nowawes“ | | Kolonistenhaus in der alten „Kolonie Nowawes“                                                                                    |
| 09156027          | Babelsberg Nord Wichgrafstraße 16 (Lage)                                 | Kolonistenhaus in der alten „Kolonie Nowawes“ | | Kolonistenhaus in der alten „Kolonie Nowawes“                                                                                    |
| 09156028          | Babelsberg Nord Wichgrafstraße 17 (Lage)                                 | Kolonistenhaus in der alten „Kolonie Nowawes“ | | Kolonistenhaus in der alten „Kolonie Nowawes“                                                                                    |
| 09156029          | Babelsberg Nord Wichgrafstraße 18 (Lage)                                 | Kolonistenhaus in der alten „Kolonie Nowawes“ | | Kolonistenhaus in der alten „Kolonie Nowawes“                                                                                    |
| 09156030          | Babelsberg Nord Wichgrafstraße 19 (Lage)                                 | Kolonistenhaus in der alten „Kolonie Nowawes“ | | Kolonistenhaus in der alten „Kolonie Nowawes“                                                                                    |
| 09156031          | Babelsberg Nord Wichgrafstraße 21 (Lage)                                 | Kolonistenhaus in der alten „Kolonie Nowawes“ | | Kolonistenhaus in der alten „Kolonie Nowawes“                                                                                    |
| 09156032          | Babelsberg Nord Wichgrafstraße 23 (Lage)                                 | Kolonistenhaus in der alten „Kolonie Nowawes“ | | Kolonistenhaus in der alten „Kolonie Nowawes“                                                                                    |
| 09156033          | Babelsberg Nord Wichgrafstraße 23a (Lage)                                | Kolonistenhaus in der alten „Kolonie Nowawes“ | | Kolonistenhaus in der alten „Kolonie Nowawes“                                                                                    |
| 09156034          | Babelsberg Nord Wichgrafstraße 24 (Lage)                                 | Kolonistenhaus in der alten „Kolonie Nowawes“ | | Kolonistenhaus in der alten „Kolonie Nowawes“                                                                                    |
| 09156035          | Babelsberg Nord Wichgrafstraße 26 (Lage)                                 | Kolonistenhaus in der alten „Kolonie Nowawes“ | | Kolonistenhaus in der alten „Kolonie Nowawes“                                                                                    |
| 09156036          | Babelsberg Nord Wichgrafstraße 28 (Lage)                                 | Kolonistenhaus in der alten „Kolonie Nowawes“ | | Kolonistenhaus in der alten „Kolonie Nowawes“                                                                                    |
| 09156037          | Babelsberg Nord Wichgrafstraße 30 (Lage)                                 | Kolonistenhaus in der alten „Kolonie Nowawes“ | | Kolonistenhaus in der alten „Kolonie Nowawes“                                                                                    |
| 09156197          | Klein Glienicke Wilhelm-Leuschner-Straße (Lage)                          | Kapelle Klein-Glienicke (neben Nr. 1) | Das im neugotischen Stil errichtete Gotteshaus entstand 1880/81 für die Bewohner von Klein Glienicke. Den Entwurf fertigte Reinhold Persius. | weitere Bilder |
| 09156196          | Klein Glienicke Wilhelm-Leuschner-Straße (Lage)                          | Alter Friedhof Klein-Glienicke | seit 1781 mit Einfassungsmauer und Glockenstuhl am Südeingang (gebaut von Werner Blume) mit den historischen Grabstätten: - Familie von Türk - Familiengrab Müller-Grothe (Verlagsbuchhändler, Besitzer der Villa Karl-Marx-Str. 2 "Truman-Villa") - Familiengrab Blume (Architektenfamilie mit Wirkungskreis Klein Glienicke) | weitere Bilder |
| 09156646          | Klein Glienicke Wilhelm-Leuschner-Straße 1 (Lage)                        | Schweizerhaus | Als Mietwohnhaus geplantes Gebäude im alpenländischen Stil. Bauherr: Carl von Preußen Baujahr: 1864–1866 Architekt: Ferdinand von Arnim | Schweizerhaus |
| 09156689          | Klein Glienicke Wilhelm-Leuschner-Straße 4 (Lage)                        | Predigerhaus mit Remise | Ehemaliges Predigerhaus der Kirche St. Peter und Paul auf Nikolskoe Baujahr: 1835–1837 Architekt: Albert Dietrich Schadow Garten: Peter Joseph Lenné | Predigerhaus mit Remise |
| 09156647          | Klein Glienicke Wilhelm-Leuschner-Straße 6 (Lage)                        | Stall zum Schweizerhaus | Ehemaliger Stall. Mit dem Wohnhaus Wilhelm-Leuschner-Straße 7 zusammengehörendes Gebäude. Bauzeit: um 1870 Architekt und Bauherr: unbekannt | Stall zum Schweizerhaus |
| 09156648          | Klein Glienicke Wilhelm-Leuschner-Straße 7 (Lage)                        | Schweizerhaus | sogenanntes Bayrisches Haus. Mit Wilhelm-Leuschner-Straße 6 zusammengehörend Als Mietwohnhaus geplantes Gebäude im alpenländischen Stil. Bauherr: Carl von Preußen Baujahr: 1873/74 Baumeister: Ernst Petzholtz, Hofmaurermeister | Schweizerhaus |
| 09156198          | Klein Glienicke Wilhelm-Leuschner-Straße 9-14 (Lage)                     | Waisen-Versorgungsanstalt | Im italienischen Landhausstil errichtete ehemalige Waisenversorgungsanstalt der Türk’schen Stiftung mit Nebengebäuden, Baujahr: 1857/58 Entwurf: Ludwig Persius Ausführung: Ferdinand von Arnim Gartenanlage von P. J. Lenné | weitere Bilder |
| 09156847          | Nördliche Innenstadt Wilhelm-Staab-Straße (Lage)                         | Straßenzug in der Altstadt | Die Straße mündet im Norden in die Charlottenstraße und im Süden in die Yorckstraße. Sie gehörte ursprünglich zur Jägerstraße und wurde auf Anordnung Friedrichs II. 1784 nach dem Königlichen Kämmerer Albert Joseph von Hoditz in Hoditzstraße umbenannt. Bei dem Luftangriff auf Potsdam 1945 wurden viele Häuser beschädigt oder zerstört und in den 1950er Jahren unter denkmalpflegerischen Gesichtspunkten rekonstruiert. Der leitende Architekt war Carl Rechholtz. 1974 erhielt sie ihren bis heute gültigen Namen nach dem sozialdemokratischen Politiker Wilhelm Staab. | Straßenzug in der Altstadt |
| 09155146          | Nördliche Innenstadt Wilhelm-Staab-Straße 1, Charlottenstraße 32a (Lage) | Bürgerliches Wohnhaus | Baujahr: 1781 (rekonstruiert 1956/7) Baumeister: Georg Christian Unger | Bürgerliches Wohnhaus |
| 09155147          | Nördliche Innenstadt Wilhelm-Staab-Straße 2 (Lage)                       | Bürgerliches Wohnhaus | Baujahr: 1785 (veränderter Wiederaufbau) Baumeister: Georg Christian Unger | Bürgerliches Wohnhaus |
| 09155148          | Nördliche Innenstadt Wilhelm-Staab-Straße 3 (Lage)                       | Bürgerliches Wohnhaus, aufgestockt | Baujahr: 1785 (veränderter Wiederaufbau) Baumeister: Georg Christian Unger | Bürgerliches Wohnhaus, aufgestockt                                                                                               |
| 09155149          | Nördliche Innenstadt Wilhelm-Staab-Straße 4 (Lage)                       | Bürgerliches Wohnhaus, aufgestockt | Baujahr: 1785 (rekonstruiert) Baumeister: Georg Christian Unger | Bürgerliches Wohnhaus, aufgestockt                                                                                               |
| 09155150          | Nördliche Innenstadt Wilhelm-Staab-Straße 5 (Lage)                       | Bürgerliches Wohnhaus, aufgestockt | Baujahr: 1781 Baumeister: Georg Christian Unger | Bürgerliches Wohnhaus, aufgestockt                                                                                               |
| 09155151          | Nördliche Innenstadt Wilhelm-Staab-Straße 6 (Lage)                       | Bürgerliches Wohnhaus, aufgestockt | Baujahr: 1771 Baumeister: Georg Christian Unger | Bürgerliches Wohnhaus, aufgestockt                                                                                               |
| 09155152          | Nördliche Innenstadt Wilhelm-Staab-Straße 7 (Lage)                       | Mietwohnhaus | Baujahr: 1780 (rekonstruiert) Baumeister: Georg Christian Unger | Mietwohnhaus |
| 09155153          | Nördliche Innenstadt Wilhelm-Staab-Straße 8 (Lage)                       | Mietwohnhaus mit Gedenktafel für H. von Helmholtz | Baujahr: 1803 (rekonstruiert) Architekt: Andreas Ludwig Krüger In diesem Haus, der damaligen Hoditzstraße 8, wurde 1821 der Physiker Hermann von Helmholtz geboren. | Mietwohnhaus mit Gedenktafel für H. von Helmholtz                                                                                |
| 09155154          | Nördliche Innenstadt Wilhelm-Staab-Straße 9 (Lage)                       | Mietwohnhaus | | Mietwohnhaus |
| 09155155          | Nördliche Innenstadt Wilhelm-Staab-Straße 10 (Lage)                      | Bürgerliches Wohnhaus | Baujahr: 1777 Baumeister: Georg Christian Unger | Bürgerliches Wohnhaus |
| 09155156          | Nördliche Innenstadt Wilhelm-Staab-Straße 11 (Lage)                      | Bürgerliches Wohnhaus | Baujahr: 1777 Baumeister: Georg Christian Unger | Bürgerliches Wohnhaus |
| 09155157          | Nördliche Innenstadt Wilhelm-Staab-Straße 12 (Lage)                      | Bürgerliches Wohnhaus | Baujahr: 1777 (rekonstruiert) Baumeister: Georg Christian Unger | Bürgerliches Wohnhaus |
| 09155158          | Nördliche Innenstadt Wilhelm-Staab-Straße 13 (Lage)                      | Bürgerliches Wohnhaus | Baujahr: 1780 (rekonstruiert) Baumeister: Georg Christian Unger | Bürgerliches Wohnhaus |
| 09155159          | Nördliche Innenstadt Wilhelm-Staab-Straße 14 (Lage)                      | Bürgerliches Wohnhaus | Baujahr: 1780 (rekonstruiert) Baumeister: Georg Christian Unger | Bürgerliches Wohnhaus |
| 09155160          | Nördliche Innenstadt Wilhelm-Staab-Straße 15 (Lage)                      | Bürgerliches Wohnhaus | Baujahr: 1780 (rekonstruiert) Baumeister: Georg Christian Unger | Bürgerliches Wohnhaus |
| 09155161          | Nördliche Innenstadt Wilhelm-Staab-Straße 16 (Lage)                      | Bürgerliches Wohnhaus | Baujahr: 1780 (rekonstruiert) Baumeister: Georg Christian Unger | Bürgerliches Wohnhaus |
| 09155162          | Nördliche Innenstadt Wilhelm-Staab-Straße 17 (Lage)                      | Bürgerliches Wohnhaus | | Bürgerliches Wohnhaus |
| 09155163          | Nördliche Innenstadt Wilhelm-Staab-Straße 18 (Lage)                      | Bürgerliches Wohnhaus | Baujahr: 1785 (rekonstruiert) Baumeister: wahrscheinlich Georg Christian Unger | Bürgerliches Wohnhaus |
| 09155164          | Nördliche Innenstadt Wilhelm-Staab-Straße 19 (Lage)                      | Bürgerliches Wohnhaus | Baujahr: 1784/85 (veränderter Wiederaufbau) Baumeister: Andreas Ludwig Krüger | Bürgerliches Wohnhaus |
| 09155165          | Nördliche Innenstadt Wilhelm-Staab-Straße 20 (Lage)                      | Bürgerliches Wohnhaus | Baujahr: 1784 (rekonstruiert) Baumeister: Andreas Ludwig Krüger | Bürgerliches Wohnhaus |
| 09155166          | Nördliche Innenstadt Wilhelm-Staab-Straße 21 (Lage)                      | Bürgerliches Wohnhaus | Baujahr: 1782 Baumeister: Georg Christian Unger | Bürgerliches Wohnhaus |
| 09155167          | Nördliche Innenstadt Wilhelm-Staab-Straße 22 (Lage)                      | Bürgerliches Wohnhaus | | Bürgerliches Wohnhaus |
| 09156038          | Babelsberg Nord Wollestraße 5 (Lage)                                     | Kolonistenhaus in der alten „Kolonie Nowawes“ | | Kolonistenhaus in der alten „Kolonie Nowawes“                                                                                    |
| 09156039          | Babelsberg Nord Wollestraße 14, 16 (Lage)                                | Kolonistenhaus in der alten „Kolonie Nowawes“ | | Kolonistenhaus in der alten „Kolonie Nowawes“                                                                                    |
| 09156040          | Babelsberg Nord Wollestraße 17 (Lage)                                    | Kolonistenhaus in der alten „Kolonie Nowawes“ | | Kolonistenhaus in der alten „Kolonie Nowawes“                                                                                    |
| 09156041          | Babelsberg Nord Wollestraße 20 (Lage)                                    | Kolonistenhaus in der alten „Kolonie Nowawes“ | | Kolonistenhaus in der alten „Kolonie Nowawes“                                                                                    |
| 09156042          | Babelsberg Nord Wollestraße 22 (Lage)                                    | Kolonistenhaus in der alten „Kolonie Nowawes“ | | Kolonistenhaus in der alten „Kolonie Nowawes“                                                                                    |
| 09156043          | Babelsberg Nord Wollestraße 25 (Lage)                                    | Mietwohnhaus in der alten „Kolonie Nowawes“ | | Mietwohnhaus in der alten „Kolonie Nowawes“                                                                                      |
| 09156044          | Babelsberg Nord Wollestraße 27 (Lage)                                    | Mietwohnhaus in der alten „Kolonie Nowawes“ | | Mietwohnhaus in der alten „Kolonie Nowawes“                                                                                      |
| 09156045          | Babelsberg Nord Wollestraße 30 (Lage)                                    | Mietwohnhaus in der alten „Kolonie Nowawes“ | | Mietwohnhaus in der alten „Kolonie Nowawes“                                                                                      |
| 09156046          | Babelsberg Nord Wollestraße 35 (Lage)                                    | Mietwohnhaus in der alten „Kolonie Nowawes“ | | Mietwohnhaus in der alten „Kolonie Nowawes“                                                                                      |
| 09156047          | Babelsberg Nord Wollestraße 36 (Lage)                                    | Mietwohnhaus in der alten „Kolonie Nowawes“ | | Mietwohnhaus in der alten „Kolonie Nowawes“                                                                                      |
| 09156048          | Babelsberg Nord Wollestraße 38 (Lage)                                    | Mietwohnhaus in der alten „Kolonie Nowawes“ | | Mietwohnhaus in der alten „Kolonie Nowawes“                                                                                      |
| 09156255          | Babelsberg Nord Wollestraße 40 (Lage)                                    | Mietwohnhaus in der alten „Kolonie Nowawes“ | | Mietwohnhaus in der alten „Kolonie Nowawes“                                                                                      |
| 09156049          | Babelsberg Nord Wollestraße 44 (Lage)                                    | Mietwohnhaus in der alten „Kolonie Nowawes“ | | Mietwohnhaus in der alten „Kolonie Nowawes“                                                                                      |
| 09156050          | Babelsberg Nord Wollestraße 46 (Lage)                                    | Mietwohnhaus in der alten „Kolonie Nowawes“ | | Mietwohnhaus in der alten „Kolonie Nowawes“                                                                                      |
| 09156051          | Babelsberg Nord Wollestraße 48 (Lage)                                    | Mietwohnhaus in der alten „Kolonie Nowawes“ | | Mietwohnhaus in der alten „Kolonie Nowawes“                                                                                      |
| 09156052          | Babelsberg Nord Wollestraße 50 (Lage)                                    | Mietwohnhaus in der alten „Kolonie Nowawes“ | | Mietwohnhaus in der alten „Kolonie Nowawes“                                                                                      |
| 09156053          | Babelsberg Nord Wollestraße 54 (Lage)                                    | Mietwohnhaus in der alten „Kolonie Nowawes“ | | Mietwohnhaus in der alten „Kolonie Nowawes“                                                                                      |
| 09156054          | Babelsberg Nord Wollestraße 52 (Lage)                                    | Mietwohnhaus in der alten „Kolonie Nowawes“ | | Mietwohnhaus in der alten „Kolonie Nowawes“                                                                                      |
| 09155030          | Babelsberg Nord Wollestraße 78 (Lage)                                    | Wohnhaus für Parkarbeiter des Parkes Babelsberg | | Wohnhaus für Parkarbeiter des Parkes Babelsberg                                                                                  |